# Mihai Boțilă
Mihai Boțilă (* 14. Januar 1952 in Grozești, Kreis Mehedinți) ist ein ehemaliger rumänischer Ringer. Er war 1976 und 1978 Vize-Europameister im griechisch-römischen Stil im Bantamgewicht.

## Werdegang
Mihai Boțilă begann als Jugendlicher mit dem Ringen. Er gehörte dem Sportclub Dacia Pitești an, wo Emil Balanescu sein Trainer war. Er rang ausschließlich im griechisch-römischen Stil und war bereits als Junior sehr erfolgreich. Der 1,59 Meter große Athlet rang während seiner ganzen Karriere im Bantamgewicht, damals bis 57 kg Körpergewicht.
1970 wurde er in Huskvarna Junioren-Europameister im Bantamgewicht vor dem Jugoslawen Ivan Frgić und Mehmet Aslandag aus der Türkei. Diesen Erfolg wiederholte er im Jahre 1972 in der ältesten Juniorenklasse (Espoirs) in Hvar. Hier siegte er im Bantamgewicht vor Per Lindholm aus Schweden und dem sowjetischen Ringer Rafael Eiwazow. 1973 startete Mihai Boțilă bei der Studenten-Weltmeisterschaft in Moskau und belegte dort im Bantamgewicht den 5. Platz.
Danach dauerte es bis 1976, ehe er wieder bei einer internationalen Meisterschaft zum Einsatz kam. In diesem Jahr startete er bei der Europameisterschaft in Leningrad und kam dort mit fünf Siegen und einer Niederlage gegen Farchat Mustafin aus der UdSSR auf den 2. Platz. Auf dem Weg in das Finale besiegte er u. a. Bernd Drechsel aus Zella-Mehlis und Hans-Jürgen Veil aus Schifferstadt. Bei den Olympischen Spielen in Montreal vertrat er Rumänien im Bantamgewicht und landete dort drei Siege. Gegen Pertti Ukkola aus Finnland und Farchat Mustafin unterlag er aber und belegte damit einen guten 5. Platz.
Bei der Europameisterschaft 1977 in Bursa konnte er wiederum überzeugen. Er gewann dort u. a. über so starke Ringer wie Czesław Stanjek aus Polen und Asen Milew aus Bulgarien. Gegen József Doncsecz aus Ungarn und Farchat Mustafin verlor er aber, kam aber auf den 3. Platz und gewann damit eine EM-Bronzemedaille.
Im Jahre 1978 wurde Mihai Boțilă in Oslo wiederum Vize-Europameister. Bemerkenswert waren dabei seine Siege über József Doncsecz und Józef Lipień aus Polen. Erneut war er aber dem sowjetischen Starter, es war diesmal Wladimir Pogudin, unterlegen. Bei der Weltmeisterschaft dieses Jahres in Mexiko-Stadt besiegte er u. a. Benni Ljungbeck aus Schweden, unterlag aber gegen Pasquale Passarelli aus der Bundesrepublik Deutschland und verpasste damit mit dem 4. Platz knapp die Medaillenränge.
Die Medaillenränge verpasste er auch bei der Europameisterschaft 1979 in Bukarest. Wegen Niederlagen gegen Schamil Serikow aus der UdSSR und Josef Krysta aus der Tschechoslowakei reichte es für ihn wiederum nur zum 4. Platz. Sehr enttäuschend verlief für Mihai Boțilă die Europameisterschaft 1980 in Prievidza. Er unterlag dort in Runde 1 und 2 gegen Benni Ljungbeck und Witali Konstantinow aus der UdSSR und musste ohne Sieg ausscheiden. Er landete damit auf dem 9. Platz. Er wurde dann dennoch zu den Olympischen Spielen nach Moskau entsandt. Aber auch hier blieb ihm das Pech treu, denn obwohl er dort u. a. den finnischen Olympiasieger von 1976 Pertti Ukkola besiegte, landete er nach Niederlage gegen Schamil Serikow und einer Doppeldisqualifikation im Kampf gegen Józef Lipień wieder auf dem undankbaren 4. Platz.
Nach den Olympischen Spielen in Moskau beendete Mihai Boțilă seine internationale Ringerlaufbahn. Er schlug das Traineramt ein und trainiert das rumänische Junioren-Nationalteam im griechisch-römischen Stil. Außerdem ist er am rumänischen Olympiazentrum der Ringer in Pitești beschäftigt, ferner gehört er 2008 dem Präsidium des rumänischen Ringer-Verbandes an. Derzeit ist er Direktor des „Complexul Sportiv Național“ in Budeasa.

## Internationale Erfolge
(OS = Olympische Spiele, WM = Weltmeisterschaften, EM = Europameisterschaften, GR = griechisch-römischer Stil, Ba = Bantamgewicht)
- 1970, 1. Platz, Junioren-EM in Huskvarna, GR, Ba, vor Ivan Frgić, Jugoslawien u. Mehmet Aslandag, Türkei;
- 1972, 1. Platz, Junioren-EM in Hvar, GR, Ba, vor Per Lindholm, Schweden, Rafael Eiwazow, UdSSR u. Ivan Frgić;
- 1972, 3. Platz, Intern. Rumänische Meisterschaft in Bukarest, GR, Ba, hinter Dumitru u. Badea, beide Rumänien;
- 1973, 5. Platz, Studenten-WM in Moskau, GR, Ba, hinter E. Feinstein, UdSSR, G. Molnar, Ungarn, W. Davids, USA u. R. Botew, Bulgarien, vor  M. Minguzzi, Italien;
- 1976, 2. Platz, EM in Leningrad, GR, Ba, mit Siegen über Bernd Drechsel, DDR, Jean-Pierre Mercader, Frankreich, Hans-Jürgen Veil, BRD, Josef Krysta, CSSR u. Krasimir Stefanow, Bulgarien u. einer Niederlage gegen Farchat Mustafin, UdSSR;
- 1976, 5. Platz, OS in Montreal, GR, Ba, mit Siegen über Józef Lipień, Polen, An Chun-yung, Südkorea u. Josef Krysta u. Niederlagen gegen Pertti Ukkola, Finnland u. Farchat Mustafin;
- 1977, 3. Platz, EM in Bursa, GR, Ba, mit Siegen über Fred Holm, Norwegen, Nevzat Köz, Türkei, Czesław Stanjek, Polen u. Asen Milew, Bulgarien u. Niederlagen gegen József Doncsecz, Ungarn u. Farchat Mustafin;
- 1978, 2. Platz, Großer Preis der BRD in Aschaffenburg, GR, Ba, hinter Witali Konstantinow, UdSSR u. vor Benni Ljungbeck, Schweden, Piotr Michalik, Polen u. Pasquale Passarelli, BRD;
- 1978, 2. Platz, EM in Oslo, GR, Ba, mit Siegen über Lame, Albanien, Joszef Doenczez, Józef Lipień u. Einari Suutari, Finnland u. einer  Niederlage gegen Wladimir Pogudin, UdSSR;
- 1978, 4. Platz, WM in Mexiko-Stadt, GR, Ba, mit Siegen über Benni Ljungbeck, Asen Milew, Pablo Gomez, Mexiko, Herbert Nigsch, Österreich u. Yuji Asa, Japan u. einer Niederlage gegen Pasquale Passarelli;
- 1979, 4. Platz, EM in Bukarest, GR, Ba, mit Siegen über Einari Suutari u. Herbert Nigsch u. Niederlagen gegen Schamil Serikow, UdSSR u. Josef Krysta;
- 1980, 1. Platz, Großer Preis der BRD in Aschaffenburg, GR, Ba, vor Wladyslaw Pakuszewski, Polen, Witali Konstantinow, Benni Ljungbeck, Julien Mewis, Belgien und Pasquale Passarelli;
- 1980, 9. Platz, EM in Prievidza, GR, Ba, nach Niederlagen gegen Benni Ljungbeck und Witali Konstantinow;
- 1980, 4. Platz, OS in Moskau, GR, Ba, mit Siegen über Moutli Nakdali, Syrien, Pertti Ukkola u. Antonio Caltabiano, Italien u. Niederlagen gegen Schamil Serikow u. Józef Lipień